# Campionato mondiale maschile under 20 di calcio 2009
Il Campionato mondiale di calcio Under-20 2009, diciassettesima edizione della competizione, si è svolta in Egitto dal 24 settembre al 16 ottobre 2009. Le partite sono state disputate nelle città del Cairo, Alessandria d'Egitto, Ismailia, Porto Said e Suez.
Il torneo è stato vinto dal Ghana, al suo primo titolo, nonché primo in assoluto per una formazione africana.

## Torneo

### Squadre qualificate
| Confederazione                            | Torneo di qualificazione                        | Qualificata/e                                                                                               |
| ----------------------------------------- | ----------------------------------------------- | --- |
| AFC (Asia)                                | AFC Youth Championship 2008                     | Emirati Arabi Uniti under 20 Australia under 20 Uzbekistan under 20 Corea del Sud under 20                  |
| CAF (Africa)                              | African Youth Championship Cup 2009             | Ghana under 20 Camerun under 20 Sudafrica under 20 Nigeria under 20                                         |
| CONCACAF (Nord, Centro America & Caraibi) | CONCACAF U20 Tournament 2009                    | Costa Rica under 20 Stati Uniti under 20 Honduras under 20 Trinidad e Tobago under 20                       |
| CONMEBOL (Sud America)                    | Campionato sudamericano di calcio Under-20 2009 | Brasile under 20 Paraguay under 20 Uruguay under 20 Venezuela under 20                                      |
| OFC (Oceania)                             | OFC U20 Tournament 2009                         | Tahiti under 20                                                                                             |
| UEFA (Europa)                             | Campionato Europeo Under-19 2008                | Italia under 20 Germania under 20 Rep. Ceca under 20 Ungheria under 20 Spagna under 20 Inghilterra under 20 |
| Nazione ospitante                         | Nazione ospitante                               | Egitto under 20                                                                                             |

### Sorteggio
Il sorteggio si è svolto il 5 aprile 2009 al Tempio di Luxor (Egitto).
| Urna A                                         | Urna B                                                     | Urna C                                                                          | Urna D                                                |
| ---------------------------------------------- | ---------------------------------------------------------- | ------------------------------------------------------------------------------- | ----------------------------------------------------- |
| Egitto Ghana Camerun Nigeria Sudafrica Brasile | Paraguay Uruguay Venezuela Costa Rica Stati Uniti Honduras | Emirati Arabi Uniti Corea del Sud Uzbekistan Australia Trinidad e Tobago Tahiti | Germania Italia Rep. Ceca Ungheria Spagna Inghilterra |

### Stadi
| Città                | Stadio                                   | Capacità |
| -------------------- | ---------------------------------------- | -------- |
| Il Cairo             | Stadio Internazionale del Cairo          | 74,100   |
| Il Cairo             | Stadio dell'Accademia Militare del Cairo | 65.000   |
| Alessandria d'Egitto | Stadio Borg El Arab                      | 86.000   |
| Alessandria d'Egitto | Stadio di Alessandria                    | 22.000   |
| Suez                 | Stadio Mubarak di Suez                   | 25.000   |
| Porto Said           | Stadio di Porto Said                     | 22.000   |
| Ismailia             | Stadio di Ismailia                       | 16.500   |

### Arbitri
AFC
 Yūichi Nishimura

 Subkhiddin Mohd Salleh
CAF
 Mohamed Benouza

 Koman Coulibaly

 Eddy Maillet
CONCACAF
 Joel Aguilar

 Marco Rodríguez
CONMEBOL
 Héctor Baldassi

 Oscar Julian Ruiz Acosta

 Jorge Larrionda
OFC
 Peter O'Leary
UEFA
 Thomas Einwaller

 Frank De Bleeckere

 Ivan Bebek

 Roberto Rosetti

 Olegário Benquerença

 Alberto Undiano Mallenco

## Fase a gruppi[3]
Legenda
|  | Squadre che si sono qualificate agli ottavi di finale come vincitrici del girone o seconde classificate.       |
|  | Squadre che si sono qualificate agli ottavi di finale come una delle quattro migliori terze di tutti i gironi. |
|  | Squadre eliminate nella fase a gruppi.                                                                         |

### Gruppo A
| Squadra           | P.ti | G | V | N | P | GF | GS | DR |
| ----------------- | ---- | - | - | - | - | -- | -- | -- |
| Egitto            | 6    | 3 | 2 | 0 | 1 | 9  | 5  | +4 |
| Paraguay          | 5    | 3 | 1 | 2 | 0 | 2  | 1  | +1 |
| Italia            | 4    | 3 | 1 | 1 | 1 | 4  | 5  | -1 |
| Trinidad e Tobago | 1    | 3 | 0 | 1 | 2 | 2  | 6  | -4 |

| Arbitro: | Frank De Bleeckere |

|                                          |           |              |
| Afroto 30’ Arafat 51’ 90 + 3’ Talaat 59’ | Marcatori | 36’ Rochford |

| Il Cairo 25 settembre 2009, ore 16:00 UTC+2 | Paraguay               | 0 – 0 referto | Italia | Stadio Internazionale del Cairo (4.628 spett.)\| Arbitro: \| Subkhiddin Mohd Salleh \| |
| Arbitro:                                    | Subkhiddin Mohd Salleh |               |        |                                                                                        |

| Arbitro: | Peter O'Leary |

|                                     |           |              |
| Albertazzi 39’ Raggio Garibaldi 78’ | Marcatori | 67’ Clarence |

| Arbitro: | Ivan Bebek |

|            |           |                               |
| Afroto 38’ | Marcatori | 27’ Santander 90'+4’ Paniagua |

| Il Cairo 1º ottobre 2009, ore 21:30 UTC+2 | Trinidad e Tobago | 0 – 0 referto | Paraguay | Stadio dell'Accademia Militare del Cairo (7.220 spett.)\| Arbitro: \| Eddy Maillet \| |
| Arbitro:                                  | Eddy Maillet      |               |          |                                                                                       |

| Arbitro: | Marco Rodríguez |

|                           |           |                                 |
| Eusepi 29’ Albertazzi 53’ | Marcatori | 23’ 45'+1’ Shoukri 70’ 80’ Bogy |

### Gruppo B
| Squadra   | P.ti | G | V | N | P | GF | GS | DR  |
| --------- | ---- | - | - | - | - | -- | -- | --- |
| Spagna    | 9    | 3 | 3 | 0 | 0 | 13 | 0  | +13 |
| Venezuela | 6    | 3 | 2 | 0 | 1 | 9  | 3  | +6  |
| Nigeria   | 3    | 3 | 1 | 0 | 2 | 5  | 3  | +2  |
| Tahiti    | 0    | 3 | 0 | 0 | 3 | 0  | 21 | -21 |

| Arbitro: | Roberto Rosetti |

|  |           |               |
|  | Marcatori | 45’ Del Valle |

| Arbitro: | Mohamed Benouza |

|                                                                |           |  |
| Ñíguez 11’ 15’ N'sue 17’ 32’ Mérida 74’ Kike 79’ 86’ Ander 89’ | Marcatori |  |

| Arbitro: | Frank De Bleeckere |

|  |           |                       |
|  | Marcatori | 33’ 83’ (rig.) Mérida |

| Arbitro: | Subkhiddin Mohd Salleh |

|  |           |                                                                            |
|  | Marcatori | 4’ 27’ (rig.) 90+2’ Rondón 19’ Velázquez 72’ Rojas 78’ 88’ 90+1’ Del Valle |

| Arbitro: | Joel Aguilar |

|  |           |                                          |
|  | Marcatori | 12’ Parejo 26’ (rig.) Ñíguez 77’ Herrera |

| Arbitro: | Thomas Einwaller |

|  |           |                                                        |
|  | Marcatori | 15’ Obiora 24’ Edet 34’ Fatai 45'+1’ Orelesi 90’ Adejo |

### Gruppo C
| Squadra       | P.ti | G | V | N | P | GF | GS | DR |
| ------------- | ---- | - | - | - | - | -- | -- | -- |
| Germania      | 7    | 3 | 2 | 1 | 0 | 7  | 1  | +6 |
| Corea del Sud | 4    | 3 | 1 | 1 | 1 | 4  | 3  | +1 |
| Stati Uniti   | 3    | 3 | 1 | 0 | 2 | 4  | 7  | -3 |
| Camerun       | 3    | 3 | 1 | 0 | 2 | 3  | 7  | -4 |

| Arbitro: | Yūichi Nishimura |

|  |           |                                                |
|  | Marcatori | 30’ (rig.) Aydilek 32’ Jungwirth 72’ Schäffler |

| Arbitro: | Héctor Baldassi |

|                    |           |  |
| Akono 19’ Tiko 64’ | Marcatori |  |

| Arbitro: | Óscar Ruiz |

|                 |           |                 |
| Kim Min-woo 71’ | Marcatori | 33’ Sukuta-Pasu |

| Arbitro: | Jorge Larrionda |

|                                          |           |                   |
| Arguez 46’ Tailor 47’ Duka 67’ Ownby 91’ | Marcatori | 75’ (rig.) Banana |

| Arbitro: | Yūichi Nishimura |

|                                        |           |  |
| Sukuta-Pasu 41’ Aydilek 58’ Holtby 70’ | Marcatori |  |

| Arbitro: | Roberto Rosetti |

|                                                             |           |  |
| Kim Young-gwon 23’ Kim Bo-kyung 42’ Koo Ja-cheol 75’ (rig.) | Marcatori |  |

### Gruppo D
| Squadra     | P.ti | G | V | N | P | GF | GS | DR |
| ----------- | ---- | - | - | - | - | -- | -- | -- |
| Ghana       | 7    | 3 | 2 | 1 | 0 | 8  | 3  | +5 |
| Uruguay     | 7    | 3 | 2 | 1 | 0 | 6  | 2  | +4 |
| Uzbekistan  | 1    | 3 | 0 | 1 | 2 | 2  | 6  | -4 |
| Inghilterra | 1    | 3 | 0 | 1 | 2 | 1  | 6  | -5 |

| Arbitro: | Alberto Undiano Mallenco |

|                      |           |             |
| Osei 60’ Adiyiah 75’ | Marcatori | 47’ Karimov |

| Arbitro: | Olegário Benquerença |

|  |           |            |
|  | Marcatori | 85’ Viudez |

| Arbitro: | Roberto Rosetti |

|                                          |           |  |
| Lodeiro 28’ Urretaviscaya 62’ García 83’ | Marcatori |  |

| Arbitro: | Yūichi Nishimura |

|                                     |           |  |
| Adiyiah 38’ e 88’ Ayew 57’ Osei 82’ | Marcatori |  |

| Arbitro: | Ivan Bebek |

|                              |           |                    |
| Lodeiro 74’ Hernandez 90'+1’ | Marcatori | 54’ Rabiu 70’ Osei |

| Arbitro: | Óscar Ruiz |

|            |           |            |
| Nagaev 77’ | Marcatori | 88’ Nimely |

### Gruppo E
| Squadra    | P.ti | G | V | N | P | GF | GS | DR |
| ---------- | ---- | - | - | - | - | -- | -- | -- |
| Brasile    | 7    | 3 | 2 | 1 | 0 | 8  | 1  | +7 |
| Rep. Ceca  | 7    | 3 | 2 | 1 | 0 | 5  | 3  | +2 |
| Costa Rica | 3    | 3 | 1 | 0 | 2 | 5  | 8  | -3 |
| Australia  | 0    | 3 | 0 | 0 | 3 | 2  | 8  | -6 |

| Arbitro: | Thomas Einwaller |

|                                                                |           |  |
| Alan Kardec 24’ 44’ Giuliano 35’ Alex Teixeira 75’ Boquita 89’ | Marcatori |  |

| Arbitro: | Marco Rodríguez |

|                                |           |                       |
| Rabušic 50’ Pekhart 89’ (rig.) | Marcatori | 90 +4’ (rig.) Holland |

| Arbitro: | Mohamed Benouza |

|  |           |                                              |
|  | Marcatori | 35’ Madrigal 82’ (aut.) Devere 90 +3’ Guzmán |

| Porto Said 30 settembre 2009, ore 18:45 UTC+2 | Brasile                  | 0 – 0 referto | Rep. Ceca | Stadio di Porto Said (17.200 spett.)\| Arbitro: \| Alberto Undiano Mallenco \| |
| Arbitro:                                      | Alberto Undiano Mallenco |               |           |                                                                                |

| Arbitro: | Olegário Benquerença |

|                                    |           |                                 |
| Estrada 49’ (rig.) J. Martínez 61’ | Marcatori | 11’, 86’ Chramosta 77’ Vošahlík |

| Arbitro: | Frank De Bleeckere |

|                 |           |                                               |
| Mooy 14’ (rig.) | Marcatori | 34’ Ciro 62’ Douglas Costa 81’ Paulo Henrique |

### Gruppo F
| Squadra             | P.ti | G | V | N | P | GF | GS | DR |
| ------------------- | ---- | - | - | - | - | -- | -- | -- |
| Ungheria            | 6    | 3 | 2 | 0 | 1 | 6  | 3  | +3 |
| Emirati Arabi Uniti | 4    | 3 | 1 | 1 | 1 | 3  | 4  | -1 |
| Sudafrica           | 4    | 3 | 1 | 1 | 1 | 4  | 6  | -2 |
| Honduras            | 3    | 3 | 1 | 0 | 2 | 3  | 3  | 0  |

| Arbitro: | Joel Aguilar |

|                                    |           |                 |
| Al Kamali 90+1’ (rig.) Awana 90+3’ | Marcatori | 54’ 72’ Erasmus |

| Arbitro: | Eddy Maillet |

|                              |           |  |
| Martínez 35’ 70’ Peralta 84’ | Marcatori |  |

| Arbitro: | Héctor Baldassi |

|                                                           |           |  |
| Korcsmar 49’ Koman 55’ (rig.) Debreceni 71’ Présinger 90’ | Marcatori |  |

| Arbitro: | Olegário Benquerença |

|                 |           |  |
| Ahmed Kalil 41’ | Marcatori |  |

| Arbitro: | Peter O'Leary |

|                      |           |  |
| Németh 19’ Koman 23’ | Marcatori |  |

| Arbitro: | Jorge Larrionda |

|                      |           |  |
| Jali 31’ Khumalo 46’ | Marcatori |  |

### Confronto terze classificate
Le migliori quattro squadre giunte terze avanzavano anch'esse alla fase ad eliminazione diretta (dagli ottavi di finale). Di seguito si riporta la classifica
| Gruppo | Squadra     | Pt | Pg | V | Pa | Pe | GF | GS | DR |
| ------ | ----------- | -- | -- | - | -- | -- | -- | -- | -- |
| A      | Italia      | 4  | 3  | 1 | 1  | 1  | 4  | 5  | −1 |
| F      | Sudafrica   | 4  | 3  | 1 | 1  | 1  | 4  | 6  | −2 |
| B      | Nigeria     | 3  | 3  | 1 | 0  | 2  | 5  | 3  | +2 |
| E      | Costa Rica  | 3  | 3  | 1 | 0  | 2  | 5  | 8  | −3 |
| C      | Stati Uniti | 3  | 3  | 1 | 0  | 2  | 4  | 7  | −3 |
| D      | Uzbekistan  | 1  | 3  | 0 | 1  | 2  | 2  | 6  | −3 |

## Fase ad eliminazione diretta

### Tabellone
|  | Ottavi di finale        | Ottavi di finale      |                       |             | Quarti di finale          | Quarti di finale          |                       |                       | Semifinali | Semifinali |  |  | Finale | Finale |
|  |                         |                       |                       |             |                           |                           |                       |                       |            |            |  |  |        |        |
|  | 5 ottobre - Il Cairo    |                       |                       |             |                           |                           |                       |                       |            |            |  |  |        |        |
|  |                         |                       |                       |             |                           |                           |                       |                       |            |            |  |  |        |        |
|  | Paraguay                | 0                     |                       |             |                           |                           |                       |                       |            |            |  |  |        |        |
|  | Paraguay                | 0                     | 9 ottobre - Suez      |             |                           |                           |                       |                       |            |            |  |  |        |        |
|  | Corea del Sud           | 3                     |                       |             |                           |                           |                       |                       |            |            |  |  |        |        |
|  | Corea del Sud           | 3                     | Corea del Sud         | 2           |                           |                           |                       |                       |            |            |  |  |        |        |
|  | 6 ottobre - Ismailia    |                       | Corea del Sud         | 2           |                           |                           |                       |                       |            |            |  |  |        |        |
|  |                         | Ghana                 | 3                     |             |                           |                           |                       |                       |            |            |  |  |        |        |
|  | Ghana (dts)             | Ghana                 | 3                     | 2           |                           |                           |                       |                       |            |            |  |  |        |        |
|  | Ghana (dts)             |                       | 13 ottobre - Il Cairo | 2           |                           |                           |                       |                       |            |            |  |  |        |        |
|  | Sudafrica               | 1                     |                       |             |                           |                           |                       |                       |            |            |  |  |        |        |
|  | Sudafrica               | 1                     | Ghana                 | 3           |                           |                           |                       |                       |            |            |  |  |        |        |
|  | 5 ottobre - Il Cairo    |                       | Ghana                 | 3           |                           |                           |                       |                       |            |            |  |  |        |        |
|  |                         | Ungheria              | 2                     |             |                           |                           |                       |                       |            |            |  |  |        |        |
|  | Spagna                  | Ungheria              | 2                     | 1           |                           |                           |                       |                       |            |            |  |  |        |        |
|  | Spagna                  | 9 ottobre - Suez      |                       | 1           |                           |                           |                       |                       |            |            |  |  |        |        |
|  | Italia                  | 3                     |                       |             |                           |                           |                       |                       |            |            |  |  |        |        |
|  | Italia                  | 3                     | Italia                | 2           |                           |                           |                       |                       |            |            |  |  |        |        |
|  | 6 ottobre - Alessandria |                       | Italia                | 2           |                           |                           |                       |                       |            |            |  |  |        |        |
|  |                         | Ungheria (dts)        | 3                     |             |                           |                           |                       |                       |            |            |  |  |        |        |
|  | Ungheria (dtr)          | Ungheria (dts)        | 3                     | 2 (4)       |                           |                           |                       |                       |            |            |  |  |        |        |
|  | Ungheria (dtr)          |                       | 16 ottobre - Il Cairo | 2 (4)       |                           |                           |                       |                       |            |            |  |  |        |        |
|  | Rep. Ceca               | 2 (3)                 |                       |             |                           |                           |                       |                       |            |            |  |  |        |        |
|  | Rep. Ceca               | 2 (3)                 | Ghana                 | 0 (4) (dtr) |                           |                           |                       |                       |            |            |  |  |        |        |
|  | 7 ottobre - Porto Said  |                       | Ghana                 | 0 (4) (dtr) |                           |                           |                       |                       |            |            |  |  |        |        |
|  |                         | Brasile               | 0 (3)                 |             |                           |                           |                       |                       |            |            |  |  |        |        |
|  | Brasile                 | Brasile               | 0 (3)                 | 3           |                           |                           |                       |                       |            |            |  |  |        |        |
|  | Brasile                 | 10 ottobre - Il Cairo |                       | 3           |                           |                           |                       |                       |            |            |  |  |        |        |
|  | Uruguay                 | 1                     |                       |             |                           |                           |                       |                       |            |            |  |  |        |        |
|  | Uruguay                 | 1                     | Brasile               | 2           |                           |                           |                       |                       |            |            |  |  |        |        |
|  | 7 ottobre - Suez        |                       | Brasile               | 2           |                           |                           |                       |                       |            |            |  |  |        |        |
|  |                         | Germania              | 1                     |             |                           |                           |                       |                       |            |            |  |  |        |        |
|  | Germania                | Germania              | 1                     | 3           |                           |                           |                       |                       |            |            |  |  |        |        |
|  | Germania                |                       | 13 ottobre - Il Cairo | 3           |                           |                           |                       |                       |            |            |  |  |        |        |
|  | Nigeria                 | 2                     |                       |             |                           |                           |                       |                       |            |            |  |  |        |        |
|  | Nigeria                 | 2                     | Brasile               | 1           |                           |                           |                       |                       |            |            |  |  |        |        |
|  | 7 ottobre - Suez        |                       | Brasile               | 1           |                           |                           |                       |                       |            |            |  |  |        |        |
|  |                         | Costa Rica            | 0                     |             | Finale per il terzo posto | Finale per il terzo posto |                       |                       |            |            |  |  |        |        |
|  | Venezuela               | Costa Rica            | 0                     | 1           | Finale per il terzo posto | Finale per il terzo posto |                       |                       |            |            |  |  |        |        |
|  | Venezuela               | 10 ottobre - Il Cairo | 10 ottobre - Il Cairo | 1           |                           |                           | 16 ottobre - Il Cairo | 16 ottobre - Il Cairo |            |            |  |  |        |        |
|  | Emirati Arabi Uniti     | 10 ottobre - Il Cairo | 10 ottobre - Il Cairo | 2           |                           |                           | 16 ottobre - Il Cairo | 16 ottobre - Il Cairo |            |            |  |  |        |        |
|  | Emirati Arabi Uniti     | Emirati Arabi Uniti   | 1                     | 2           | Ungheria                  | 1 (2) (dtr)               |                       |                       |            |            |  |  |        |        |
|  | 6 ottobre - Il Cairo    | Emirati Arabi Uniti   | 1                     |             | Ungheria                  | 1 (2) (dtr)               |                       |                       |            |            |  |  |        |        |
|  |                         | Costa Rica            | 2                     |             | Costa Rica                | 1 (0)                     |                       |                       |            |            |  |  |        |        |
|  | Egitto                  | Costa Rica            | 2                     | 0           | Costa Rica                | 1 (0)                     |                       |                       |            |            |  |  |        |        |
|  | Egitto                  |                       |                       | 0           |                           |                           |                       |                       |            |            |  |  |        |        |
|  | Costa Rica (dts)        | 2                     |                       |             |                           |                           |                       |                       |            |            |  |  |        |        |
|  | Costa Rica (dts)        | 2                     |                       |             |                           |                           |                       |                       |            |            |  |  |        |        |

### Ottavi di finale
| Arbitro: | Héctor Baldassi |

|                   |           |                                  |
| Ñíguez 66’ (rig.) | Marcatori | 55’ 87’ Mustacchio 61’ Mazzarani |

| Arbitro: | Mohamed Benouza |

|  |           |                                      |
|  | Marcatori | 55’ Kim Bo-Kyung 60’ 70’ Kim Min-Woo |

| Arbitro: | Peter O'Leary |

|                      |           |             |
| Ayew 66’ Adiyiah 99’ | Marcatori | 58’ Erasmus |

| Arbitro: | Subkhiddin Mohd Salleh |

|                                                  |                      |                                                  |
| Kiss 15’ Koman 99’                               | Marcatori            | 26’ Vošahlík 92’ Rabušic                         |
| Présinger Koman Szabó Gosztonyi Nemeth Gosztonyi | Tiri di rigore 4 – 3 | Marecek Rabušic Čelůstka Vošahlík Moravek Reznik |

| Arbitro: | Thomas Einwaller |

|  |           |                    |
|  | Marcatori | 21’ Mena 88’ Ureña |

| Arbitro: | Marco Rodríguez |

|                              |           |                   |
| Kardec 22’ Alex Teixeira 31’ | Marcatori | 36’ Urretaviscaya |

| Arbitro: | Eddy Maillet |

|            |           |                      |
| Rondón 12’ | Marcatori | 22’ Ahmed 83’ Khalil |

| Arbitro: | Jorge Larrionda |

|                           |           |                         |
| Kopplin 90+3’ Vrančić 75’ | Marcatori | 51’ Uchechi 68’ Ibrahim |

### Quarti di finale
| Arbitro: | Joel Aguilar |

|                       |           |                         |
| Park 31’ Dong-Sub 82’ | Marcatori | 8’ 78’ Adiyiah 28’ Osei |

| Arbitro: | Óscar Ruiz |

|                               |           |                                |
| Mazzotta 82’ Bonaventura 113’ | Marcatori | 2’ Koman rig. 112’ 117’ Nemeth |

| Arbitro: | Roberto Rosetti |

|            |           |            |
| Maicon 91’ | Marcatori | 73’ Holtby |

| Arbitro: | Ivan Bebek |

|         |           |                           |
| Ali 33’ | Marcatori | 37’ Martínez 120+2’ Ureña |

### Semifinali
| Arbitro: | Jorge Larrionda |

|                            |           |                        |
| Adiyiah 10,31’ Quansah 81’ | Marcatori | 73’ Futacs 84’ Balajti |

| Arbitro: | Alberto Undiano Mallenco |

|            |           |  |
| Kardec 67’ | Marcatori |  |

### Finale per il 3º posto
| Arbitro: | Yūichi Nishimura |

|                    |                      |                               |
| Koman 90+1’ (rig.) | Marcatori            | 81’ Ureña                     |
| Németh Koman Varga | Tiri di rigore 2 – 0 | Estrada Gamboa Luna Hernández |

### Finale
| Arbitro: | Frank De Bleeckere |

|                                                |                      |                                                          |
| Ayew Inkoom Mensah Addae Adiyiah Agyemang-Badu | Tiri di rigore 4 – 3 | Kardec Giuliano Douglas Costa Souza Maicon Alex Teixeira |

## Premi
I seguenti premi sono stati assegnati alla fine del torneo. 
| Pallone d'oro        | Pallone d'argento | Pallone di bronzo |
| -------------------- | ----------------- | ----------------- |
| Dominic Adiyiah      | Alex Teixeira     | Giuliano          |
| Scarpa d'oro         | Scarpa d'argento  | Scarpa di bronzo  |
| Dominic Adiyiah      | Vladimir Koman    | Aarón Ñíguez      |
| 8 gol                | 5 gol             | 4 gol             |
| Guanto d'oro         |                   |                   |
| Esteban Alvarado     |                   |                   |
| FIFA Fair Play Award |                   |                   |
| Brasile              |                   |                   |

## Classifica marcatori
| 8 reti - Dominic Adiyiah 5 reti - Vladimir Koman 4 reti - Alan Kardec - Aarón Ñíguez - Ransford Osei - Yonathan Del Valle - Salomón Rondón 3 reti - Alex Teixeira - Marco Ureña - Fran Mérida - Krisztián Németh - Kim Min-Woo - Kermit Erasmus 2 reti - Maicon - Josué Martínez - Jan Chramosta - Michael Rabušic - Jan Vošahlík - Afroto - Hossam Arafat - Bogy - Ahmed Shokri - Semih Aydilek - Lewis Holtby - Björn Kopplin - Richard Sukuta-Pasu - André Ayew - Mario Martínez - Michelangelo Albertazzi - Mattia Mustacchio - Kim Bo-Kyung - Ander - Kike | 2 reti - Emilio N'sue - Ahmed Khalil - Nicolás Lodeiro - Jonathan Urretavizcaya 1 rete - James Holland - Aaron Mooy - Boquita - Ciro - Douglas Costa - Giuliano - Paulo Henrique - Andre Akono Effa - Germain Tiko - Yaya Banana - Diego Estrada - David Guzmán - Diego Madrigal - Jose Mena - Tomáš Pekhart - Mohamed Talaat - Alex Nimely - Florian Jungwirth - Manuel Schäffler - Mario Vrančić - Mohammed Rabiu - Abeiku Quansah - Arnold Peralta - Ádám Balajti - András Debreceni - Márkó Futács - Mate Kiss - Zsolt Korcsmár - Ádám Présinger - Giacomo Bonaventura - Umberto Eusepi - Andrea Mazzarani - Antonio Mazzotta | 1 rete - Silvano Raggio Garibaldi - Kim Young-Gwon - Kim Dong-Sub - Koo Ja-Cheol - Park Hee-Sung - Daniel Adejo - Ibok Edet - Kehinde Fatai - Rabiu Ibrahim - Nwankwo Obiora - Nurudeen Orelesi - Danny Uchechi - Aldo Paniagua - Federico Santander - Andile Jali - Sibusiso Khumalo - Dani Parejo - Juma Clarence - Jean Luc Rochford - Mohamed Ahmed - Ahmed Ali - Hamdan Al Kamali - Theyab Awana - Bryan Arguez - Dilly Duka - Brian Ownby - Tony Taylor - Santiago García - Abel Hernández - Tabaré Viudez - Sherzod Karimov - Ivan Nagaev - Óscar Rojas - José Manuel Velázquez Autorete - Luke DeVere |